# ضرغام صادقی
ضرغام صادقی نمایندهٔ دورهٔ نهم مجلس شورای اسلامی و عضو کمیسیون اجتماعی مجلس شورای اسلامی از حوزهٔ انتخابیهٔ شیراز در استان فارس بود.
او در حال حاضر و در دولت سیزدهم معاون امور مجلس، حقوقی و استان‌های وزارت کار می‌باشد.